# Cortaderas
Cortaderas är en ort i Argentina.   Den ligger i provinsen San Luis, i den centrala delen av landet, 700 km väster om huvudstaden Buenos Aires. Cortaderas ligger 943 meter över havet och antalet invånare är 822.
Terrängen runt Cortaderas är varierad. Närmaste större samhälle är Merlo, 18,1 km norr om Cortaderas. 
Trakten runt Cortaderas består i huvudsak av gräsmarker. Runt Cortaderas är det mycket glesbefolkat, med 7 invånare per kvadratkilometer.